# کلود للوش
کلود لُلوش (فرانسوی: Claude Lelouch‎؛ ‏ فرانسوی: [klod ləluʃ]؛ ‏ زادهٔ ۳۰ اکتبر ۱۹۳۷) کارگردان، فیلم‌نامه‌نویس، تهیه‌کننده، فیلم‌بردار و بازیگر اهل فرانسه است.
وی همچنین برنده جوایزی همچون جایزه اسکار بهترین فیلم‌نامه غیراقتباسی شده‌است.

## گزیدهٔ فیلم‌شناسی
- یک مرد و یک زن (۱۹۶۶)
- برای زندگی، زندگی کن (۱۹۶۷)
- مردی که دوستش دارم (۱۹۶۹)
- یکی و دیگری (۱۹۸۱)
- سفرنامه‌ای از یک بچه لوس (۱۹۸۸)
- بینوایان (۱۹۹۵)
- لومیر و شرکا (۱۹۹۵)
- مردان، زنان: یک راهنمای کاربری (۱۹۹۶)
- و هم‌اکنون … خانم‌ها و آقایان (۲۰۰۱)
- جنگ چه می‌تواند بیاورد (۲۰۱۰)
- یک به‌علاوه یک (۲۰۱۵)
- بهترین سال‌های یک زندگی (۲۰۱۹)